# تيري بار
تيري بار (بالإنجليزية: Terry Barr)‏ هو لاعب كرة قدم أمريكية أمريكي، ولد في 10 أغسطس 1935 في غراند رابيدز في الولايات المتحدة، وتوفي في 28 مايو 2009 في بلومفيلد هيلز في الولايات المتحدة بسبب مرض آلزهايمر.

## وصلات خارجية
- تيري بار على موقع مرجع كرة القدم المحترفة.كوم (الإنجليزية)